# تعداد الولايات المتحدة 1890
تعداد الولايات المتحدة 1890 كان التعداد الحادي عشر للسكان يجرى في الولايات المتحدة. تم إجراء التعداد في 2 أغسطس 1890. تم تقدير العدد الكلي للسكان بحوالي 62,947,714. هذا التعداد هو أحد ثلاثة تعدادات فقدت بياناتها الأصلية وذلك بفعل حريق اندلع في عام 1921.

## وصلات خارجية
- بيانات تاريخية لتعداد سكان الولايات المتحدة